# Об'єкт 172
Об'єкт 172 — радянський дослідний основний бойовий танк. Створено в конструкторському бюро Уралвагонзавода. Серійно не вироблявся.

## Історія створення
Розроблення основного танка «Об'єкт 172» була розпочата 15 серпня 1967 року за постановою ЦК КПРС і Ради Міністрів СРСР. Конструювання велося під керівництвом Карцева Л. М. і його заступника Венедиктова В. М. Метою робіт було створення мобілізаційного варіанту основного танка Т-64А. Спочатку машина створювалася на базі Т-64А, під час створення первісна конструкція танка була значно змінена. За планом конструкторського бюро передбачалося внести зміни до ходовох частини танка з використанням рішень, застосованих на дослідних машинах «Об'єкт 167» та інших дослідних танках, проте це рішення було відкинуте Міністерством оборонної промисловості. Перші дослідні зразки виготовлені 1968 року. Машини були отримані шляхом зміни основного танка Т-64А. Випробування машин показали крайню ненадійність використаної ходової частини, тому роботи з «Об'єкту 172» були згорнуті і розпочато створення більш досконалої конструкції, метою якої було усунення дефектів базового варіанту. Роботи отримали позначення «Об'єкт 172М».

## Опис конструкції
Конструкція машини була модифікацією основного танка Т-64А. Основні зміни торкнулися силової установки, а також автомата заряджання.

### Броньовий корпус башти
Корпус виготовлявся зі зварних броньових деталей. Верхній лобовий лист складався з комбінованої броні, яка за своїми характеристиками забезпечувала захист, еквівалентний 305 мм гомогенної броні від БПС і еквівалентний 450 мм гомогенної броні від КС<. Порівняно з Т-64А, на башті була наварено «Грижу». У башті також застосовувалося комбіноване бронювання. Загалом, башта забезпечувала захист еквівалентний гомогенній броні товщиною 400 мм від БПС і 450 мм — від КС в передньому секторі ± 30°.

### Озброєння
Основним озброєнням танка була 125 мм гладкоствольна танкова гармата 2А46. Боєкомплект становив 39 пострілів. Порівняно із Т-64А, в «Об'єкті 172» використовувався автомат заряджання нової конструкції, який дозволяв переміщення членів екіпажу танком без попередньої підготовки. Крім того, поповнення боєзапасу в автоматі заряджання без необхідності розвороту башти і допомоги механіка-водія. Кут заряджання гармати також був змінений на 2° порівняно з Т-64А, що забезпечувало меншу ймовірність утикання стволу при перезаряджанні .
Додатково в «Об'єкті 172» розміщувався спарений з основною гарматою 7,62 мм кулемет ККТ з боєкомплектом 2000 патронів.

### Двигун і трансмісія
На «Об'єкт 172» встановлювався новий дизельний двигун В—45К, розроблений на Челябінському тракторному заводі. Двигун розвивав максимальну потужність в 730 к.с. при 2000 об./хв. Застосування нового двигуна помітно позначилося на поліпшенні загальної надійності ходової частини та істотне зниження часу простою при проведенні технічного обслуговування.
Для перемикання передач використовувалися дві бортові планетарні механічні коробки передач, які мали 7 передніх і одну задню передачі.

### Ходова частина
Ходова частина машини складалася з 6 опорних і 4 підтримуючих котків з кожного борту. Діаметр опорного котка становив 550 мм. При цьому застосовувалася індивідуальна торсіонна підвіска. Гусеничний рушій складався з двох гусеничних стрічок шириною 540 мм. Кожна стрічка складалася з 78…79 траків.

## Модифікації
- Об'єкт 172М — радянський основний бойовий танк Т-72 «Урал»
- Об'єкт 172-2М — радянський дослідний основний бойовий танк «Буйвол»
- Об'єкт 173 — модифікація з більшим ступенем уніфікації з Т—64А, основною відмінністю від «Об'єкту 172» було використання бойового відділення від Т—64А

## Оцінка машини
Оцінюючи отримані результати випробувань, з'ясувалось, що, порівняно з Т-64А, «Об'єкт 172» загалом мав поліпшення в бойовій роботі екіпажу: зменшені простої при технічному обслуговуванні, а також можливість роботи на різних видах палива. Були і негативні характеристики: надійність системи в гарантійний період була нижчою необхідної, основні дефекти і неполадки припадали на ходову частину машини.

## Екземпляри які збереглися
- Росія Кубинка — Бронетанковий музей у Кубиці